# غزال حبیب‌یار
غزال حبیب‌یار صافی معین (زادهٔ ۱۳۶۰ خورشیدی در کابل) سیاستمدار افغانستانی و سرپرست اسبق وزارت معادن و پترولیوم افغانستان در دولت وحدت ملی به ریاست محمد اشرف غنی است.

## زندگی‌نامه
حبیب‌یار در سال ۱۳۶۰ در شهر کابل زاده گردید. تحصیلات ابتدایی و عالی خود را در یکی از مکتب‌های شهر کابل به اتمام رسانیده در سال ۱۳۸۳ از دانشگاه کابل فارغ گردید. خانم حبیب‌یار-صافی پس از به دست آوردن سند لیسانس، تحصیلات عالی خود را به درجهٔ ماستری در رشتهٔ مدیریت اداره و تجارت با تخصص در امور مالی و حسابداری در دانشگاه برک کشور بنگلادش تکمیل نمود. وی با دریافت بورس تحصیلی از کشور استرالیا، ماستری دوم خویش را در رشتهٔ انکشاف اقتصادی و بین‌المللی از دانشگاه ملی استرالیا به دست آورد.

## وظایف
خانم حبیب‌یار پس از برگشت به وطن در سال ۱۳۸۳ به حیث مسئول هماهنگی کمک‌ها در پروژهٔ برنامهٔ عمران ملل متحد (UNDP) وزارت مالیه کار را آغاز نمود. پسان‌تر به حیث رئیس پالیسی و مدتی سرپرست معینیت پالیسی برنامه‌های وزارت معادن و پترولیوم و همچنان مسئولیت‌هایی را در راستای تهیه و تدوین سیاست ملی معادن و ۱۶ سیاست ضمیمه‌ای این پالیسی را در بخش صنایع استخراجی کشور افغانستان عهده‌دار بود. پس از مدتی به حیث مشاور سیاسی در اتاق تجارت و صنایع وزارت مالیهٔ افغانستان نیز ایفاء وظیفه نمود. او نقش برجسته‌ای در شکل‌دهی شوراهای انکشافی و آغاز اجرای ۱۲ برنامهٔ ملی دارای اولویت، ایفاء نموده‌است. وی تا اکنون ۹ سال تجربهٔ کاری در امورات دولتی دارد.
وی از حمل/فروردین ۱۳۹۵ تا اواسط سال ۱۳۹۶ هجری خورشیدی سرپرست وزارت معادن و پترولیوم افغانستان بود